# Stara Polana (Tatry Zachodnie)
Stara Polana – niewielka polana w Dolinie Kościeliskiej w Tatrach Zachodnich położona na wysokości 1090–1120 m n.p.m. Znajduje się w Dolinie Smytniej, tuż powyżej Wyżniej Kościeliskiej Bramy (Bramy Raptawickiej), przy drodze biegnącej doliną. Dolina Kościeliska w tym miejscu rozszerza się. Stara Polana rozpoczynała się stromą polanką na piargach wschodnich stoków Kominiarskiego Wierchu i ciągnęła wąską Doliną Smytnią, pomiędzy Smytniańskimi Turniami i Raptawicką Granią do Kościeliskiego Potoku. Dawniej polana stanowiła część Hali Smytniej. Jej wartość użytkowa, zwłaszcza w górnej części, była niewielka. Po zachodniej stronie drogi prowadzącej przez Dolinę Kościeliską, w lesie tuż poniżej Starej Polany znajduje się tzw. Krzyż Pola.
Po zaprzestaniu koszenia i wypasu polana stopniowo zarasta lasem. W 1955 miała powierzchnię ok. 5 ha, ale w 2004 w wyniku zarośnięcia jej powierzchnia zmniejszyła się o ok. 75%. Z polany ładne widoki na Kominiarski Wierch, ale miejsce nie jest dostępne dla turystów.